# Heart of Gold
Heart of Gold är en akustiskt baserad countryrocklåt skriven och lanserad av Neil Young. Den finns med på albumet Harvest från 1972 och släpptes även som vinylsingel samma år. Den tillhör hans mest kända och framgångsrika låtar, och det är hans enda singeletta på amerikanska Billboard-listan. James Taylor och Linda Ronstadt medverkar med bakgrundssång på inspelningen. Att låten var akustiskt baserad berodde på att Young vid tiden han skrev den var skadad i ryggen och inte kunde stå längre perioder och spela elektrisk gitarr. Därför komponerade han låtar sittande med akustisk gitarr.
På Neil Youngs samlingsalbum Decade kommenterade han på fodralet låten något kritiskt med raderna "This song put me in the middle of the road. Traveling there soon became a bore so I headed for the ditch. A rougher ride but I saw more interesting people there" (sv: Den här låten tog mig upp på mitten av vägen. Att resa där blev snart tråkigt, så jag riktade in mig på diket. En tuffare resa, men jag mötte mer intressanta människor där")
Magasinet Rolling Stone listade "Heart of Gold" som #297 på listan The 500 Greatest Songs of All Time. I en uppdaterad version återfanns den på plats 303.

## Listplaceringar
| Lista (1972)   | Position              |
| -------------- | --------------------- |
| Australien     | 15 (Go Set)           |
| Flandern       | 30                    |
| Frankrike      | 31                    |
| Irland         | 12                    |
| Kanada         | 1                     |
| Nederländerna  | 8                     |
| Norge          | 4 (VG-lista)          |
| Nya Zeeland    | 10                    |
| Storbritannien | 10                    |
| Sverige        | 8 (Tio i topp)        |
| USA            | 1 (Billboard Hot 100) |
| Vallonien      | 17                    |
| Västtyskland   | 6                     |